# Mike Johnson (Politiker)

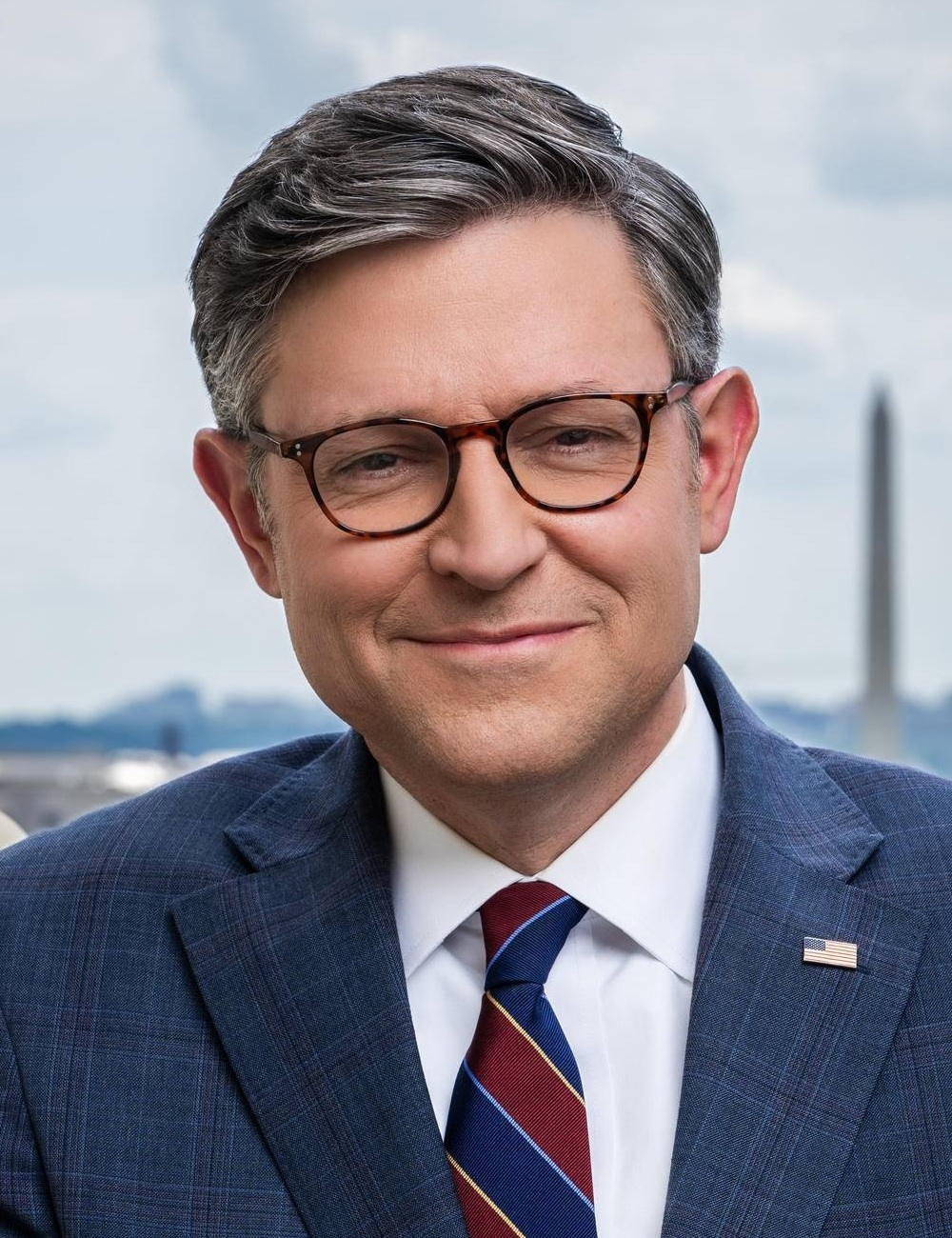
Mike Johnson (2024)

James Michael „Mike“ Johnson (* 30. Januar 1972 in Shreveport, Louisiana) ist ein US-amerikanischer Politiker der Republikanischen Partei. Seit dem 3. Januar 2017 vertritt er den Bundesstaat Louisiana im US-Repräsentantenhaus. Er ist seit dem 25. Oktober 2023 Sprecher des Repräsentantenhauses der Vereinigten Staaten und somit Zweiter in der Nachfolge des Präsidenten der Vereinigten Staaten.

## Werdegang
Mike Johnson studierte bis 1995 an der Louisiana State University Betriebswirtschaftslehre. Nach einem anschließenden Jurastudium an derselben Universität und seiner 1996 erfolgten Zulassung als Rechtsanwalt begann er in diesem Beruf zu arbeiten. Er war zwischenzeitlich auch Dekan an der Pressler School of Law beim Louisiana College. Außerdem ist er als Berater einiger Organisationen tätig. In seiner Heimat ist er Mitglied zahlreicher Organisationen und Vereinigungen.
Politisch schloss er sich der Republikanischen Partei an. Im Januar 2015 wurde er in einer Sonderwahl ohne Gegenkandidaten in das Repräsentantenhaus von Louisiana gewählt, dem er bis zu seinem Amtsantritt im Kongress angehörte. Bei den Kongresswahlen des Jahres 2016 wurde Johnson dann im vierten Wahlbezirk von Louisiana in das US-Repräsentantenhaus in Washington, D.C. gewählt, in dem er am 3. Januar 2017 die Nachfolge von John C. Fleming antrat, der 2016 nicht mehr kandidierte. Bei der Wahl kam es zur Besonderheit der sogenannten Jungle Primary am 8. November 2016. Dabei wurde Johnson hinter dem Demokraten Marshall Jones Zweiter. Bei der Stichwahl am 10. Dezember setzte sich Johnson mit 65,2 Prozent der Wählerstimmen durch.
Im Januar 2020 wurde Johnson Mitglied des Beraterteams des Weißen Hauses zum Amtsenthebungsverfahren gegen Präsident Donald Trump.
Johnson spielte eine Schlüsselrolle bei den Versuchen Donald Trumps, den Wahlsieg Joe Bidens bei der Präsidentschaftswahl 2020 nicht anzuerkennen. Er gehörte zu den Mitgliedern des Repräsentantenhauses, die bei der Auszählung der Wahlmännerstimmen bei der Präsidentschaftswahl für die Anfechtung des Wahlergebnisses stimmten. Präsident Trump hatte wiederholt propagiert, dass es umfangreichen Wahlbetrug gegeben habe, und beanspruchte den Sieg für sich.
Für diese Behauptungen wurden keinerlei glaubhafte Beweise eingebracht. Der Oberste Gerichtshof der Vereinigten Staaten wies eine entsprechende Klage mit großer Mehrheit ab, wobei auch alle drei von Trump nominierten Richter die Klage abwiesen.
Am 24. Oktober 2023 nominierte die Fraktion der Republikaner Johnson für das einflussreiche Amt des Sprechers des US-Repräsentantenhauses. Im Verfahren einen Nachfolger für dieses Amt zu bestimmen, gelang es den ersten drei Kandidaten nicht, die nötigen Stimmen zu erhalten, Johnson wurde somit der vierte Kandidat. In einer Abstimmung am 25. Oktober 2023 erhielt Mike Johnson letztendlich 220 der 429 Stimmen und wurde damit mehrheitlich zum Sprecher während des 118. Kongresses gewählt. Ein am 8. Mai 2024 von Marjorie Taylor Greene mit Unterstützung von Paul Gosar und Thomas Massie gegen ihn eingebrachtes Misstrauensvotum wurde noch am gleichen Tag mit großer Mehrheit beider Parteien abgewiesen.
Am 3. Januar 2025, dem Tag der Konstituierung des 119. Kongresses, wurde Johnson im ersten Wahlgang für eine zweite Amtszeit wiedergewählt.

## Positionen
Johnson trat als Gegner von Roe v. Wade in Erscheinung und unterstützte mindestens drei Gesetzentwürfe, die auf ein landesweites Abtreibungsverbot abzielten.
Homosexualität bezeichnete Johnson während seiner Zeit als Rechtsanwalt in der gesellschaftspolitisch konservativen Non-Profit-Organisation Alliance Defending Freedom als „unnatürlich“ und „gefährlich“ und sah in gleichgeschlechtlicher Ehe eine Gefahr für das demokratische System der Vereinigten Staaten.
Johnson zweifelt die menschengemachte globale Erwärmung an. Von 2015 bis 2023 erhielt er Zuwendungen in Höhe von mindestens 338.000 US-Dollar aus der Öl- und Gasindustrie. Johnson unterhält enge Verbindungen zu Kreationisten und arbeitete als Jurist für den von Answers in Genesis betriebenen Themenpark Ark Encounter, der zum Junge-Erde-Kreationismus gezählt wird.
Anlässlich des Schweigegeldprozesses gegen Ex-Präsident Donald Trump sagte Johnson im Mai 2024 vor dem Gerichtsgebäude, das Gerichtssystem sei korrupt und es gehe in dem Prozess nicht um Gerechtigkeit, sondern um Politik.

### Außenpolitik
Nachdem Johnson zu Beginn des russischen Überfalls auf die Ukraine für Hilfslieferungen an die Ukraine votierte, änderte sich seine Meinung während des Krieges; er begründete dies mit einer angeblich fehlenden Transparenz seitens der ukrainischen Regierung hinsichtlich der Verwendung US-amerikanischer Steuergelder. Nach seiner Ernennung zum Speaker zeigt er sich „offen für Gespräche über die Bereitstellung zusätzlicher Mittel zur Unterstützung der ukrainischen Gegenoffensive“.
Am 20. April 2024 stimmte das Repräsentantenhaus mit 311 gegen 112 Stimmen für ein erneutes großes Hilfspaket im Umfang von 61 Milliarden US$ Militärhilfe für die Ukraine. Alle 210 demokratischen Abgeordneten stimmten dafür. Von den Republikanern stimmten 101 dafür und 112 dagegen. Johnson hatte sich für die Annahme des Gesetzespakets eingesetzt, was ihm von Hardlinern in der Fraktion der Republikaner übel genommen wurde. Wenige Minuten nach der Abstimmung über das Ukraine-Hilfspaket brachte die Abgeordnete Marjorie Taylor Greene (Georgia), unterstützt durch ihre republikanischen Fraktionskollegen Thomas Massie (Kentucky) und Paul Gosar (Arizona) einen Antrag zur Abwahl Johnsons als Speaker ein. Am 20. Februar 2025, einen Tag nachdem Präsident Trump den ukrainischen Präsidenten Wolodymyr Selenskyj als „Diktator“ bezeichnet hatte, erklärte Johnson es gäbe keinen Appetit für ein weiteres Ukraine-Hilfspaket.
Johnson ist ein enger Unterstützer des Existenzrechts Israels. Die erste Maßnahme, mit der sich das Repräsentantenhaus nach der Wahl Johnsons zum Sprecher befasste, war eine Resolution zum Ausdruck der Unterstützung Israels nach dem in der Zwischenzeit begonnenen Terrorangriff der Hamas auf Israel 2023. Johnson stimmte für die Resolution, welche mit breiter Mehrheit über Parteigrenzen hinweg verabschiedet wurde. Am 20. April 2024 verabschiedete das Repräsentantenhaus ein Hilfspaket für Israel mit 366 zu 58 Stimmen. Als Präsident Joe Biden Waffenlieferungen an Israel aussetzte, kritisierte Johnson ihn dafür scharf und das Repräsentantenhaus verabschiedete mit 224 zu 187 Stimmen ein Gesetz, welches den Präsidenten zur Durchführung der Waffenlieferungen zwingen sollte. Allerdings kündigte der demokratische Mehrheitsführer im Senat, Chuck Schumer, an, das Gesetz dort versanden zu lassen. Anlässlich des 76. Jubiläums der Unabhängigkeit Israels hielt er eine Grundsatzrede auf einer von der israelischen Botschaft organisierten Veranstaltung im National Building Museum.

## Epstein-Affäre
Johnson stellte sich am 16. Juli 2025 in der Affäre um den Sexualstraftäter Jeffrey Epstein erstmals gegen Trump und rief zur Veröffentlichung der Akte Epstein auf. 
Er fordert auch, US-Justizministerin Pam Bondi müsse einige Unstimmigkeiten in ihren Äußerungen zur Epstein-Affäre erklären.

## Familie
Johnson heiratete Kelly Renee Lary am 1. Mai 1999. Ihr Hauptwohnsitz befindet sich in Benton, Louisiana. Die Johnsons haben fünf Kinder, darunter einen erwachsenen Sohn, Michael Tirrell James. Johnson und seine Frau lernten den schwarzen James bei einer Veranstaltung von Young Life Ministries kennen, nahmen ihn bei sich auf und übernahmen die Vormundschaft für ihn, als er 14 Jahre alt war.